# 関東管区警察局
関東管区警察局（かんとうかんくけいさつきょく）は、警察庁の地方機関である管区警察局で、東京都を除く関東地方（茨城県警察、栃木県警察、群馬県警察、埼玉県警察、千葉県警察、神奈川県警察）および新潟県警察、山梨県警察、長野県警察、静岡県警察の10県警。それぞれの範囲を超えた事象の指導および監察、各関係機関との調整を行う。それに加えて、警察法30条2項の特例により全国の重大サイバー事案に係る犯罪の捜査その他の重大サイバー事案に対処するための警察の活動に関することも担う。
組織の規模としては6管区警察局中最大である。なお、「首都警察」の位置付けにある警視庁および警察庁の附属機関であり皇居や赤坂御用地などを警護している皇宮警察は関東管区警察局の管轄ではない。ただし、1954年の発足当初（1958年3月末まで）は警察通信に関する業務に限り警視庁の管轄区域である東京都も同局が所管していた（後述）。局長は警視監。

## 所在地
埼玉県さいたま市中央区新都心2-1、さいたま新都心合同庁舎2号館。そのほかに東京都千代田区の警察総合庁舎に所在する。

## 沿革
- 1954年（昭和29年）7月1日 - 警察庁発足とともに関東管区警察局が発足。旧・国家地方警察東京警察管区本部が母体。
  - 内部組織は、総務部、公安部、通信部の3部構成。
  - 管轄区域は現行の区域に加えて、警察通信に関する業務に限定して東京都も所管。
  - 警察通信に関する分掌組織として、東京都に東京都通信部を、その他の各県に県通信出張所を設置。
- 1958年（昭和33年）4月1日 - 内部組織および分掌組織について改正。
  - 内部組織のうち、公安部から保安部を分離させて4部構成。
  - 管轄区域は、警察通信に関する業務に限定して所管していた東京都を分離し、現行と同様の管轄区域となる。
  - 分掌組織のうち東京都通信部を廃止し、その業務は警察庁の直属の地方機関として新設された東京都警察通信部（現・東京都警察情報通信部）に移管。
- 1966年（昭和41年）4月1日 - 警察通信に関する分掌組織として各県に置かれた県通信出張所を県通信部に改組。
- 1997年（平成9年）4月1日 - 内部組織のうち通信部を情報通信部に改組。
- 2000年（平成12年）3月1日 - 所在地を東京都千代田区霞が関から埼玉県与野市（現・さいたま市）の「さいたま新都心」に移転。
- 2001年（平成13年）4月1日 - 内部組織の構成を、総務部、監察部、広域調整部、情報通信部の4部に改組。
- 2004年（平成16年）4月1日 - 警察通信に関する分掌組織として各県に置かれた県通信部に情報技術解析事務を追加し、県情報通信部に改組。
- 2014年（平成26年）4月1日 - 内部組織のうち、総務部と監察部を統合して総務監察部とし、内部組織の構成は4部から3部に改組。
- 2022年（令和4年）4月1日 - 通常の管轄区域にかかわらず全国を管轄区域として重大サイバー犯罪の捜査等を分掌することに改正し、その実施組織としてサイバー特別捜査隊を設置[3]。
- 2024年（令和6年）4月1日 - サイバー特別捜査隊を廃止し、内部組織としてサイバー特別捜査部を設置。これにより、内部組織は3部から4部に改組。

## 組織
- 総務監察部
  - 警務課
  - 会計課
  - 監察課
    - 監察官（三人）
- 広域調整部
  - 広域調整第一課
  - 広域調整第二課
  - 高速道路管理官（五人）
  - 災害対策官
- サイバー特別捜査部
  - 企画分析課
  - 特別捜査課
- 情報通信部
  - 通信庶務課
  - 機動通信課
  - 通信施設課
  - 情報技術解析課
  - 通信支所
- 茨城県情報通信部
- 千葉県情報通信部
- 群馬県情報通信部
- 栃木県情報通信部
- 埼玉県情報通信部
- 神奈川県情報通信部
- 新潟県情報通信部
- 山梨県情報通信部
- 長野県情報通信部
- 静岡県情報通信部

### 関東管区警察学校
関東管区警察学校の所在地は東京都小平市。
- 庶務部
  - 庶務課
  - 会計課
- 教務部
  - 教務科
  - 初任幹部教養科
  - 生活安全教官室
  - 地域教官室
  - 刑事教官室
  - 交通教官室
  - 警備教官室
- 指導部
  - 学生科
  - 警務教官室
  - 術科教官室

## 歴代局長
| 氏名         | 在任期間                                              | 前職                                                                                            | 後職                                                           |
| ------------ | ----------------------------------------------------- | ----------------------------------------------------------------------------------------------- | -------------------------------------------------------------- |
| 山川滋       | 1954年（昭和29年）7月1日 - 1958年（昭和33年）1月17日  | 国家地方警察東京警察管区本部長                                                                  | 退職                                                           |
| 塩谷隆雄     | 1958年（昭和33年）1月17日 - 1959年（昭和34年）6月16日 | 中部管区警察局長                                                                                | 退職                                                           |
| （坪井幸生） | 1959年（昭和34年）6月16日 - 1959年（昭和34年）7月1日  | （関東管区警察局総務部長による事務代理）                                                        | （関東管区警察局総務部長による事務代理）                       |
| 金谷信孝     | 1959年（昭和34年）7月1日 - 1960年（昭和35年）5月31日  | 中部管区警察局長                                                                                | 退職                                                           |
| （坪井幸生） | 1960年（昭和35年）5月31日 - 1960年（昭和35年）7月13日 | （関東管区警察局総務部長による事務代理）                                                        | （関東管区警察局総務部長による事務代理）                       |
| 中川董治     | 1960年（昭和35年）7月13日 - 1962年（昭和37年）5月8日  | 警察庁刑事局長                                                                                  | 退職                                                           |
| 小杉平一     | 1962年（昭和37年）5月8日 - 1963年（昭和38年）8月2日   | 皇宮警察本部長                                                                                  | 警察庁警務局付                                                 |
| 曾我部久     | 1963年（昭和38年）8月2日 - 1965年（昭和40年）3月26日  | 皇宮警察本部長                                                                                  | 退職                                                           |
| 増井正次郎   | 1965年（昭和40年）3月26日 - 1966年（昭和41年）3月5日  | 近畿管区警察局長                                                                                | 退職                                                           |
| 本多武雄     | 1966年（昭和41年）3月5日 - 1967年（昭和42年）7月21日  | 内閣官房内閣調査室長                                                                            | 退職                                                           |
| 守谷英太郎   | 1967年（昭和42年）7月21日 - 1968年（昭和43年）6月15日 | 京都府警察本部長                                                                                | 退職                                                           |
| 今竹義一     | 1968年（昭和43年）6月15日 - 1969年（昭和44年）6月21日 | 警察庁保安局長                                                                                  | 退職                                                           |
| 倉井潔       | 1969年（昭和44年）6月21日 - 1970年（昭和45年）7月10日 | 九州管区警察局長                                                                                | 退職                                                           |
| 景山二郎     | 1970年（昭和45年）7月10日 - 1971年（昭和46年）8月13日 | 神奈川県警察本部長                                                                              | 退職                                                           |
| 柏原及也     | 1971年（昭和46年）8月13日 - 1972年（昭和47年）7月14日 | 警察大学校長                                                                                    | 退職                                                           |
| 畠中達夫     | 1972年（昭和47年）7月14日 - 1973年（昭和48年）6月1日  | 神奈川県警察本部長                                                                              | 警察大学校長                                                   |
| 関根広文     | 1973年（昭和48年）6月1日 - 1974年（昭和49年）5月17日  | 警察庁刑事局長                                                                                  | 退職                                                           |
| 土金賢三     | 1974年（昭和49年）5月17日 - 1975年（昭和50年）8月4日  | 神奈川県警察本部長                                                                              | 警察庁刑事局長                                                 |
| 小野島嗣男   | 1975年（昭和50年）8月4日 - 1977年（昭和52年）2月18日  | 四国管区警察局長                                                                                | 公安調査庁調査第一部長                                         |
| 勝田俊男     | 1977年（昭和52年）2月18日 - 1978年（昭和53年）2月21日 | 警察庁交通局長                                                                                  | 退職                                                           |
| 中島二郎     | 1978年（昭和53年）2月21日 - 1978年（昭和53年）6月1日  | 神奈川県警察本部長                                                                              | 警視庁副総監                                                   |
| （三井脩）   | 1978年（昭和53年）6月1日 - 1978年（昭和53年）8月4日   | （警察庁次長による事務取扱）                                                                    | （警察庁次長による事務取扱）                                   |
| 寺尾繁       | 1978年（昭和53年）8月4日 - 1979年（昭和54年）6月2日   | 愛知県警察本部長                                                                                | 退職                                                           |
| 室城庸之     | 1979年（昭和54年）6月2日 - 1980年（昭和55年）4月1日   | 近畿管区警察局長                                                                                | 警察大学校長                                                   |
| 半田博       | 1980年（昭和55年）4月1日 - 1980年（昭和55年）11月1日  | 大阪府警察本部長                                                                                | 退職                                                           |
| 松井三郎     | 1980年（昭和55年）11月1日 - 1981年（昭和56年）8月21日 | 皇宮警察本部長                                                                                  | 退職                                                           |
| 橘逸夫       | 1981年（昭和56年）8月21日 - 1982年（昭和57年）8月23日 | 近畿管区警察局長                                                                                | 退職                                                           |
| 塩飽得郎     | 1982年（昭和57年）8月23日 - 1983年（昭和58年）8月22日 | 日本国有鉄道本社公安本部長                                                                      | 退職                                                           |
| 武士孝       | 1983年（昭和58年）8月22日 - 1984年（昭和59年）7月7日  | 神奈川県警察本部長                                                                              | 退職                                                           |
| 鉄炮塚瑞彦   | 1984年（昭和59年）7月7日 - 1985年（昭和60年）2月18日  | 日本国有鉄道本社公安本部長                                                                      | 退職                                                           |
| 酒井敏夫     | 1985年（昭和60年）2月18日 - 1985年（昭和60年）8月7日  | 中国管区警察局長                                                                                | 退職                                                           |
| 太田寿郎     | 1985年（昭和60年）8月7日 - 1986年（昭和61年）8月18日  | 警察庁交通局長                                                                                  | 退職                                                           |
| 高田朗雄     | 1986年（昭和61年）8月18日 - 1988年（昭和63年）1月29日 | 東北管区警察局長                                                                                | 退職                                                           |
| （鈴木良一） | 1988年（昭和63年）1月29日 - 1988年（昭和63年）2月5日  | （警察庁次長による事務取扱）                                                                    | （警察庁次長による事務取扱）                                   |
| 於久昭臣     | 1988年（昭和63年）2月5日 - 1989年（平成元年）4月1日   | 愛知県警察本部長                                                                                | 退職                                                           |
| 菊岡平八郎   | 1989年（平成元年）4月1日 - 1990年（平成2年）3月2日    | 神奈川県警察本部長                                                                              | 退職                                                           |
| 森廣英一     | 1990年（平成2年）3月2日 - 1991年（平成3年）1月11日    | 警察庁刑事局保安部長                                                                            | 退職                                                           |
| 水町治       | 1991年（平成3年）1月11日 - 1992年（平成4年）1月20日   | 警察大学校長                                                                                    | 退職                                                           |
| 上野浩靖     | 1992年（平成4年）1月20日 - 1993年（平成5年）1月18日   | 警視庁副総監                                                                                    | 退職                                                           |
| 齋藤正治     | 1993年（平成5年）1月18日 - 1994年（平成6年）2月1日    | 警視庁副総監                                                                                    | 退職                                                           |
| 原田勝弘     | 1994年（平成6年）2月1日 - 1995年（平成7年）2月1日     | 九州管区警察局長                                                                                | 退職                                                           |
| 賀来敏       | 1995年（平成7年）2月1日 - 1996年（平成8年）3月29日    | 埼玉県警察本部長                                                                                | 退職                                                           |
| （関口祐弘） | 1996年（平成8年）3月29日 - 1996年（平成8年）4月8日    | （警察庁次長による事務取扱）                                                                    | （警察庁次長による事務取扱）                                   |
| 伊達興治     | 1996年（平成8年）4月8日 - 1997年（平成9年）1月17日    | 北海道警察本部長                                                                                | 警察庁長官官房付 （1997年（平成9年）4月4日から警察庁警備局長） |
| 渡邊泉郎     | 1997年（平成9年）1月17日 - 1998年（平成10年）8月6日   | 神奈川県警察本部長                                                                              | 警察大学校長                                                   |
| 石川重明     | 1998年（平成10年）8月6日 - 1999年（平成11年）8月26日  | 神奈川県警察本部長                                                                              | 警察庁長官官房長                                               |
| 中田好昭     | 1999年（平成11年）8月26日 - 2000年（平成12年）2月29日 | 近畿管区警察局長                                                                                | 退職                                                           |
| （佐藤英彦） | 2000年（平成12年）2月29日 - 2000年（平成12年）8月24日 | （警察庁次長による事務取扱）                                                                    | （警察庁次長による事務取扱）                                   |
| 服部範雄     | 2000年（平成12年）8月24日 - 2001年（平成13年）9月3日  | 皇宮警察本部長                                                                                  | 退職                                                           |
| 平石治兌     | 2001年（平成13年）9月3日 - 2002年（平成14年）8月23日  | 兵庫県警察本部長                                                                                | 退職                                                           |
| 中村正則     | 2002年（平成14年）8月23日 - 2004年（平成16年）5月14日 | 警察庁刑事局暴力団対策部長                                                                      | 退職                                                           |
| 近石康宏     | 2004年（平成16年）5月14日 - 2005年（平成17年）8月26日 | 警察庁刑事局組織犯罪対策部長                                                                    | 大阪府警察本部長                                               |
| 芦刈勝治     | 2005年（平成17年）8月26日 - 2006年（平成18年）1月19日 | 警察庁長官官房付 （2005年（平成17年）8月16日まで北海道警察本部長）                              | 警察大学校長                                                   |
| （吉村博人） | 2006年（平成18年）1月19日 - 2006年（平成18年）1月23日 | （警察庁次長による事務取扱）                                                                    | （警察庁次長による事務取扱）                                   |
| 内山田邦夫   | 2006年（平成18年）1月23日 - 2007年（平成19年）1月19日 | 警察庁長官官房審議官（警備局担当）                                                              | 警察庁長官官房付 （2007年（平成19年）2月13日から警察大学校長） |
| 佐藤正夫     | 2007年（平成19年）1月19日 - 2008年（平成20年）3月24日 | 千葉県警察本部長                                                                                | 退職                                                           |
| 吉田英法     | 2008年（平成20年）3月24日 - 2009年（平成21年）2月9日  | 警察共済組合本部理事                                                                            | 退職                                                           |
| 井上美昭     | 2009年（平成21年）2月9日 - 2009年（平成21年）8月17日  | 警察庁長官官房審議官（生活安全局担当）                                                          | 退職                                                           |
| （片桐裕）   | 2009年（平成21年）8月17日 - 2009年（平成21年）9月7日  | （警察庁次長による事務取扱）                                                                    | （警察庁次長による事務取扱）                                   |
| 福島克臣     | 2009年（平成21年）9月7日 - 2011年（平成23年）3月22日  | 内閣官房内閣審議官（内閣官房副長官補付）兼危機管理審議官 兼情報セキュリティセンター副センター長 | 退職                                                           |
| 宮越極       | 2011年（平成23年）3月22日 - 2012年（平成24年）4月1日  | 中国管区警察局長                                                                                | 退職                                                           |
| 原田宗宏     | 2012年（平成24年）4月1日 - 2012年（平成24年）8月7日   | 中国管区警察局長                                                                                | 退職                                                           |
| 飯島久司     | 2012年（平成24年）8月7日 - 2013年（平成25年）4月1日   | 警察庁長官官房付 （2012年（平成24年）6月28日まで阪神高速道路株式会社常勤監査役）                | 退職                                                           |
| 神山憲一     | 2013年（平成25年）4月1日 - 2014年（平成26年）6月27日  | 中部管区警察局長                                                                                | 退職                                                           |
| 横山雅之     | 2014年（平成26年）6月27日 - 2015年（平成27年）1月27日 | 阪神高速道路株式会社監査役                                                                      | 退職                                                           |
| 大平修       | 2015年（平成27年）1月27日 - 2016年（平成28年）1月14日 | 茨城県警察本部長                                                                                | 退職                                                           |
| 黒木慶英     | 2016年（平成28年）1月14日 - 2016年（平成28年）9月5日  | 千葉県警察本部長                                                                                | 退職                                                           |
| 宮園司史     | 2016年（平成28年）9月5日 - 2017年（平成29年）3月30日  | 警察庁長官官房付 （2016年（平成28年）6月7日まで広島県警察本部長）                               | 退職                                                           |
| 入谷誠       | 2017年（平成29年）3月30日 - 2018年（平成30年）1月26日 | 警察共済組合理事                                                                                | 退職                                                           |
| 西郷正実     | 2018年（平成30年）1月26日 - 2018年（平成30年）8月1日  | 岡山県警察本部長                                                                                | 退職                                                           |
| 横内泉       | 2018年（平成30年）8月1日 - 2019年(平成31年) 3月15日   | 独立行政法人鉄道建設・運輸施設整備支援機構監事                                                  | 退職                                                           |
| 河合潔       | 2019年（平成31年）3月15日 - 2019年（令和元年）9月9日  | 警察大学校警察政策研究センター所長                                                              | 退職                                                           |
| 貴志浩平     | 2019年（令和元年）9月9日 - 2020年 (令和2年) 2月17日   | 預金保険機構理事                                                                                | 退職                                                           |
| 西川直哉     | 2020年 (令和2年） 2月17日 - 2020年(令和2年) 8月31日   | 警察共済組合理事                                                                                | 退職                                                           |
| 早川治       | 2020年 (令和2年) 8月31日 - 2021年 (令和3年) 2月15日   | 警察庁長官官房付 （2020年](令和2年）8月1日まで千葉県警察本部長）                                | 退職                                                           |
| 高木紳一郎   | 2021年 (令和3年) 2月15日 - 2021年 (令和3年) 9月22日   | 埼玉県警察本部長                                                                                | 退職                                                           |
| 河合信之     | 2021年 (令和3年) 9月22日 - 2022年 (令和4年) 9月2日    | 茨城県警察本部長                                                                                | 退職                                                           |
| （緒方禎己） | 2022年（令和4年）9月2日 - 2022年（令和4年）9月13日    | （警察庁次長による事務取扱）                                                                    | （警察庁次長による事務取扱）                                   |
| 山本和毅     | 2022年（令和4年) 9月13日 - 2023年 (令和5年) 9月8日    | 静岡県警察本部長                                                                                | 退職                                                           |
| 福田正信     | 2023年 (令和5年) 9月8日 - 2024年 (令和6年) 1月26日    | 預金保険機構理事                                                                                | 退職                                                           |
| 松坂規生     | 2024年 (令和6年) 1月26日 - 2024年 (令和6年) 11月5日   | 自動車安全運転センター理事                                                                      | 警察庁長官官房政策立案総括審議官兼公文書監理官                 |
| 大橋一夫     | 2024年 (令和6年) 11月5日 -                            | 警察庁サイバー警察局長                                                                          | （現職）                                                       |